# Université de Palerme

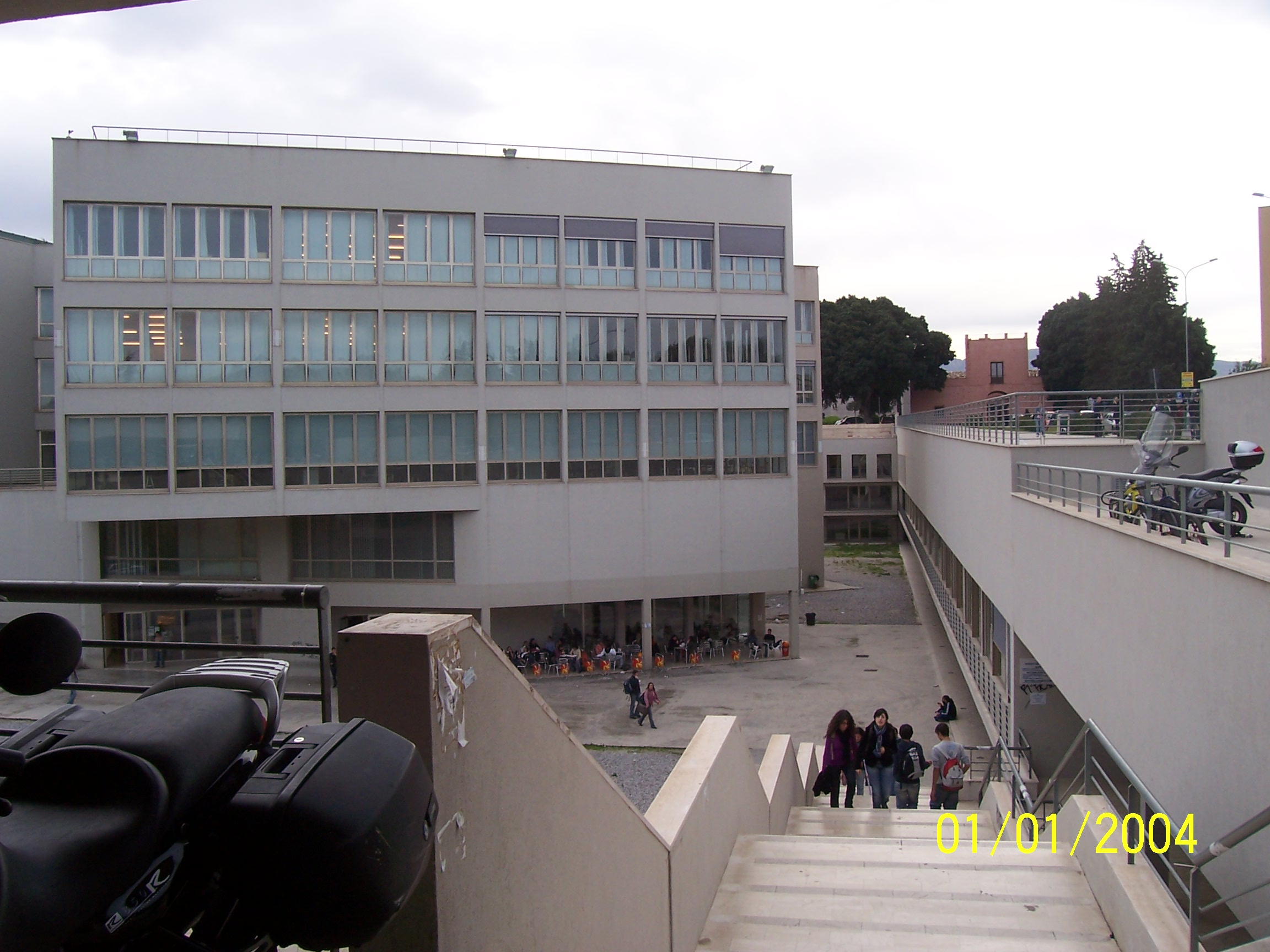
Faculté d'architecture

L’université de Palerme (en italien : Università degli studi di Palermo) est une université publique italienne, située à Palerme en Sicile. Fondée en 1806, elle comprend 12 facultés et comptait plus de 63 000 étudiants en 2006.

## Histoire

### Sous la Sicile des Bourbons
L'université accueille chaque année 277 étudiants en moyenne entre les XVIIIe et XIXe siècles, avec un maximum de 784 dans la décennie 1826-1835.
Le corps professoral compte un nombre constant d’ecclésiastiques (12 en 1800, 12 en 1859), tandis que le nombre des laïcs a fortement crû (17 en 1800, 44 en 1859). Après la Révolution sicilienne, de nombreux professeurs sont contraints d'émigrer (Emerico Amari, professeur de procédure pénale à la faculté de droit, Gregorio Ugdulena, professeur de langue hébraïque à la faculté de théologie ; Michele Amari, professeur de droit public sicilien), d'autres sont licenciés (Gaetano Cacciatore, fils de Nicolò Cacciatore, professeur d'astronomie à la faculté des sciences). L'université comptait tout de même Pietro Sampolo, professeur de code civil, le chirurgien Giovanni Gorgone de San Piero Patti et l’obstétricien Mariano Pantaleo, Giuseppe Crispi, professeur de langue et littérature grecques, Benedetto D'Acquisto, philosophe, Carlo Giachery, architecte.
Les inscriptions fléchissent après la révolution de 1848-1849, puis augmentent rapidement jusqu'à 1 024 membres en 1859, dont un quart originaire de Palerme et autant du reste de la province, l'autre moitié provenant essentiellement des deux provinces d'Agrigente et Trapani. Les étudiants sont pour moitié inscrits en droit, contre 40 % à Catane et 25 % à Messine. 23 % suivent des cours de médecine.
Jusqu'en 1860, les Pères Théatins élisent parmi eux le recteur de l'Université. À cette date, le dictateur Mordini nomme le premier laïc à ce poste, le chimiste Filippo Casoria.

### Durant la monarchie italienne
L'unification italienne provoque un boom des inscriptions dans les facultés universitaires, qui culminent en 1858-1859 à 1 024, avant de s'effondrer brusquement autour de 300 durant une vingtaine d'années, sous l'effet, selon le recteur Stanislao Cannizzaro, d'un accès plus facile en termes financiers et d'examens d'entrée à l'université de Naples. 
Cependant, la qualité des enseignements progresse. Des exilés retrouvent leur place, comme Stanislao Cannizzaro et Gregorio Ugdulena, et de nouveaux professeurs viennent du continent, participant à ouvrir intellectuellement l'université qui gagne en prestige et rayonne sur la province. Enrico Albanese reprend la chaire de chirurgie à la suite de Pantaleo et Gorgone, Carlo Maggiorani occupe la chaire de médecine de 1863 à 1870.
Alors que la gauche prend le pouvoir en Italie et à Palerme, les inscriptions repartent à la hausse à partir de 1876, dépassant systématiquement 1 000 à partir de 1886, puis stagnant autour de 1200 étudiants jusqu'aux premières années du nouveau siècle. L'université compte 1.500 étudiants en 1909, 2.000 durant la Première Guerre mondiale et plus de 3000 en 1918-1919  Les facultés les plus prisées sont celles de droit (de 36,6 % des inscrits en 1891-1896 à 51,2 % en 1901-1905) et de médecine (jusqu'à plus de 30 % certaines années, mais tombant en dessous de 20 % au XXe siècle). 
L'université compte 1172 étudiants en 1891-92, 1488 en 1893-94, puis entre 1300 et 1400 en 1898 avec environ 350 étudiants en droit, 370 en médecine, 170 en sciences, 80 en lettres, le reste couvrant les études de pharmacie, de notaires, et de sages-femmes.
Les Palermitains représentent toujours entre 25 et 30 % des inscrits, les étudiants originaires de la province de Palerme, moins de 20 %, alors que ceux des provinces de Trapani et, après le tremblement de terre, de Messine augmentent fortement par rapport à l'époque des Bourbons.
La présence des femmes est devenue continue dans les années 1890, mais elles restent en nombre faible. La première étudiante est diplômée en littérature en 1895, suivie, l'année suivante, de la première diplômée en sciences, puis en 1900 de la première pharmacienne, en 1903 de la première médecin et, en 1917, de la première femme avocate. 
Plusieurs écoles influentes émergent : en chirurgie, par les actions de Pantaleo et Gorgone poursuivies par Enrico Albanese, médecin de Garibaldi et fondateur de l'Ospizio Marino, en clinique médicale, autour de Carlo Maggiorani puis Cesare Federici, en architecture, portée par Marvuglia, Giachery, Basile et Damiani Almeyda, en chimie, fondée par Stanislao Cannizzaro, prolongée par Emanuele Paternò et Alberto Peratoner,en mathématiques, marquée par Ernesto Cesarò et Francesco Gerbaldi, en droit administratif avec Vittorio Emanuele Orlando et en droit romain autour de Salvatore Riccobono, en physique,  animée par Damiano Macaluso et en géologie par Gaetano Giorgio Gemmellaro. La présence simultanée à l'université de trois penseurs comme Giovanni Gentile penseur de l'idéalisme actualiste, Cosmo Guastella, partisan de l'empirisme et Francesco Orestano, fondateur du réalisme critique, place Palerme en pointe de la recherche philosophique italienne de l'époque. 

### Sous la République italienne
Après le débarquement en Sicile, le Gouvernement militaire allié des territoires occupés cherche à rouvrir les trois universités de l'île avec des enseignants libres de tous liens avec le régime fascistes. Il nomme donc des « AM-professeurs » sans respecter les règles universitaires. Parmi les 16 de l'université de Palerme, on trouve notamment les futurs présidents de la région, Franco Restivo (institutions de droit public) et Giuseppe La Loggia (droit du travail), ainsi que le juriste Salvatore Orlando Cascio (droit agricole), père du maire de Palerme Leoluca Orlando, et le député communiste Giuseppe Montalbano (procédure pénale).

## Recteurs
- 1781 - 1800 : Gabriele Castelli
- 1801 - 1805 : Gregorio Speciale
- 1806 - 1840 : Raimondo Palermo
- 1841 - 1843 : Alessandro Casano
- 1844 - 1855 : Giuseppe D'Agostino
- 1856 - 1858 : Giovanni Laviosa
- 1858 - 1860 : Giovanni Cumbo
- 1860 - 1861 : Filippo Casoria
- 1861 - 1862 : Salvatore Cacopardo
- 1863 - 1865 : Nicolò Musumeci
- 1866 - 1868 : Stanislao Cannizzaro
- 1869 - 1874 : Giuseppe Albeggiani
- 1874 - 1876 : Gaetano Giorgio Gemmellaro
- 1877 - 1880 : Antonino Garajo
- 1881 - 1883 : Gaetano Giorgio Gemmellaro
- 1883 - 1885 : Simone Corleo
- 1886 - 1890 : Emanuele Paternò
- 1891 - 1893 : Damiano Macaluso

- 1893 - 1895 : Giuseppe Gugino
- 1895 - 1896 : Giuseppe Ricca Salerno
- 1896 - 1898 : Arturo Marcacci
- 1898 - 1899 : Giuseppe Gugino
- 1900 - 1903 : Adolfo Venturi
- 1903 - 1904 : Antonino Salinas
- 1904 - 1908 : Luigi Manfredi
- 1908 - 1911 : Salvatore Riccobono
- 1911 - 1914 : Raffaele Federico
- 1914 - 1918 : Gaetano Mario Columba
- 1918 - 1921 : Francesco Spallitta
- 1921 - 1923 : Salvatore Di Marzo
- 1924 - 1932 : Francesco Ercole
- 1932 - 1933 : Michele La Rosa
- 1933 - 1935 : Salvatore Di Marzo
- 1935 - 1938 : Gioacchino Scaduto
- 1938 - 1939 : Giuseppe Maggiore
- 1939 - 1943 : Nicola Leotta
- 1943 - 1950 : Giovanni Baviera
- 1950 - 1957 : Lauro Chiazzese
- 1957 - 1958 : Giovanni Salemi (doyen)
- 1958 - 1963 : Tommaso Ajello
- 1963 - 1969 : Michele Gerbas
- 1969 - 1972 : Giuseppe D'Alessandro
- 5 octobre - 31 octobre 1972 : Bruno Lavagnini (doyen)
- 1972 - 1984 : Giuseppe La Grutta
- 1984 - 1993 : Ignazio Melisenda Giambertoni
- 1993 - 1999 : Antonino Gullotti
- 10 juin - 31 octobre 1999 : Matteo Marrone (doyen)
- 1999 - 2007 : Giuseppe Silvestri
- 2008 - 2015 : Roberto Lagalla
- 2015 - 2021 : Fabrizio Micari
- Depuis 2021 : Massimo Midiri

## Professeurs à l'université de Palerme
- Giuseppe Damiani Almeyda (1834-1911), architecture
- Giulio Carlo Argan (1909-1992), histoire de l'art
- Giovan Battista Filippo Basile (1825-1891), architecture
- Girolamo Bellavista (1908-1976), droit
- Cesare Brandi (1906-1988), histoire de l'art
- Stanislao Cannizzaro (1826-1910), chimie
- Francesco Paolo Cantelli (1875-1966), mathématiques
- Ernesto Cesàro (1859-1906), algèbre entre 1886 et 1891
- Michele Cipolla (1880-1947), mathématiques
- Philippe Daverio (1949), histoire de l'art
- Giovanni Gentile (1875-1944), histoire de la philosophie de 1907 à 1913
- Francesco Gerbaldi (1858-1934), géométrie analytique de 1890 à 1908
- Carlo Giachery (1812-1865), architecture
- Vittorio Gregotti (1927), histoire des doctrines politiques
- Furio Jesi (1941-1980), germanistique
- Giuseppe La Loggia (1911-1994), droit du travail
- Gioacchino Lanza Tomasi (1934), musicologie
- Renata Lavagnini (1942), études byzantines
- Giuseppe Maggiore (1882-1954), droit pénal, recteur
- Giuseppe Venanzio Marvuglia (1729-1814), architecture
- Sergio Mattarella (1941), droit constitutionnel
- Giovanni  Musotto (1907-1992), droit
- Giuseppe Oddo (1865-1954), chimie
- Leoluca Orlando (1947), politique
- Salvatore Orlando Cascio (1908-2002), juriste, père du précédent
- Antonino Pagliaro (1898-1973), sémiologie et philosophie du langage
- Giuseppe Piazzi (1746-1826), astronomie
- Giuseppe Pitrè (1841-1916), anthropologie
- Giuseppe Patricolo (1834-1905), restauration et histoire de l'art
- Salvatore Pincherle (1853-1906), mathématiques
- Gino Pollini (1903-1991), architecture
- Francesco Renda (1922-2013), histoire
- Empedocle Restivo (1876-1938), droit
- Franco Restivo (1911-1976), droit constitutionnel, fils du précédent
- Santi Romano (1875-1947), droit
- Francesco Saverio Romano (1964), droit et politique
- Gioacchino Scaduto (1898-1979), droit
- Michele Federico Sciacca (1908-1975), philosophie
- Emilio Gino Segrè (1905-1989), physique
- Pietro Spica Maccataio (1854-1929), chimie
- Pietro Virga (1920-2004), droit public
- Marvuglia, che per primo tenne la cattedra, al Giachery, al quale successero G.B.F. Basile e Damiani Almeyda,

## Partenariats
L'université de Palerme a passé des accords avec différentes universités françaises : Université de Bourgogne, Université d'Artois, Université Paris-Est Marne-la-Vallée, Université de Lorraine, Université Nice-Sophia-Antipolis, Université Paris-Sorbonne, Université de Corse-Pasquale-Paoli. Les étudiants, dans certaines formations peuvent obtenir un double diplôme reconnu dans les deux universités du partenariat.